# Modelo de Mahalanobis
El Modelo de Mahalanobis es un modelo de economía del desarrollo creado por el estadístico indio Prasanta Chandra Mahalanobis en 1953. Mahalanobis se convirtió en el economista clave del segundo plan quinquenal indio, llegando a ser la causa de los más enconados debates en torno a la economía india.

## El modelo Feldman-Mahalanobis
La esencia del modelo es el cambio en el patrón de la inversión industrial hacia el sector de bienes de consumo nacionales. De este modo la estrategia sugiere que para alcanzar un alto nivel de consumo, se necesita en primer lugar invertir en la construcción de una capacidad de producción de bienes de capital. Una alta capacidad en el sector de bienes de capital expande a largo plazo la capacidad de producción de bienes de consumo. La distinción entre los dos diferentes tipos de bienes fue una formulación más clara de las ideas de Marx, y también sirvió para mejorar el entendimiento de los intercambios entre niveles de consumo presente y futuro. Estas ideas las introdujo con anterioridad, en 1928, el economista soviético G.A. Feldman durante su trabajo en una comisión del Gosplan; presentó argumento teóricos para un esquema de crecimiento bisectorial. No obstante lo anterior, no existen pruebas de que Mahalanobis conociera el trabajo de Feldman. Sin embargo por mor de la similitud entre ambas teorías, se conoce el modelo como Feldman-Mahalanobis.

## Aplicación del modelo
El modelo se creó como un marco analítico para el segundo plan quinquenal indio en 1955 por mandato de Jawaharlal Nehru, en tanto se percibía que la India necesitaba introducir un modelo de planificación riguroso tras el primer plan quinquenal (1951-1956). En dicho primer plan se invirtió con el propósito de acumular capital amparándose en la tesis del modelo unisectorial de Harrod–Domar. Supuso que la producción exigía capital y que el capital se acumularía a través de la inversión; cuanto más rápido se acumulara, mayor tasa de crecimiento habría. Las críticas al modelo las adujo Mahalanobis, que a su vez estaba trabajando con una variante del modelo en 1951 y 1952. Las críticas se centraban en torno a la incapacidad del modelo para enfrentarse a las restricción reales de la economía; su desdén hacia los problemas fundamentales de elección en un sistema de planificación dinámico; y su falta de conexión entre el modelo y la selección real de proyectos hecha por el sector público. En consecuencia Mahalanobis introdujo su modelo bisectorial que más adelante amplió a una versión de cuatro sectores.  

## Supuestos
Los supuestos bajo los cuales se verifica el modelo de Mahalanobis son los siguientes:
- Se asume una economía cerrada.
- La economía es bisectorial: sectores de bienes de consumo {\displaystyle C} y de bienes de capital {\displaystyle K}.
- Los bienes de capital no son intercambiables.
- Capacidad de producción plena.
- La inversión queda determinada por la oferta de bienes de capital.
- No hay cambios en los precios.
- El capital es el único factor escaso.
- La producción de bienes de capital es independiente de la producción de bienes de consumo.

## Matemática básica del modelo
La ecuación de plan capacidad del output es tal como sigue:
{\displaystyle Y_{t}=Y_{0}\left\{1+\alpha _{0}{\frac {\lambda _{k}\beta _{k}+\lambda _{c}\beta _{c}}{\lambda _{k}\beta _{k}}}[(1+\lambda _{k}\beta _{k})^{t}-1]\right\}}
En el modelo la tasa de crecimiento viene dada tanto por el porcentaje de inversión en el sector de bienes de capital, {\displaystyle \lambda _{k}}, y por el porcentaje de inversión en el sector de bienes de consumo, {\displaystyle \lambda _{c}}. Si elegimos aumentar el valor de {\displaystyle \lambda _{k}} para que sea mayor que {\displaystyle \lambda _{c}}, esto provocará inicialmente un crecimiento más lento a corto plazo, pero a largo plazo superará la tasa de crecimiento electa previa con una tasas de crecimiento más alta y en última instancia con un mayor nivel de consumo. En otras palabras, si se usa este método, solamente a largo plazo el trasvase de inversión en bienes de capital producirá bienes de consumo, lo que implica que no haya ganancias a corto plazo.

## Críticas
Una de las críticas más habituales es que Mahalanobis apenas presta atención a la restricción del ahorro, ya que él supone que proviene del sector industrial. Empero los países en desarrollo no siguen esa tendencia, en tanto en cuanto en las primeras etapas, el ahorro suele proceder del sector agrario. Tampoco menciona la fiscalidad, una importante fuente de capital.
Una crítica más seria es la limitación de supuestos con los que opera el modelo, lo que se traduce, e.g, en la escasa importancia que le da al sector exterior. Esto no se puede justificar en los países en desarrollo de hogaño. Otra importante crítica es que un país que utilice este modelo habría de ser suficientemente grande como para disponer de todos la materia prima necesaria para ser sostenible, con lo cual no sería de aplicación en países de pequeñas dimensiones. 

## Evidencia empírica
En esencia el modelo se puso en práctica en 1956 como la senda teórica del segundo plan quinquenal de la India. Sin embargo, dos años después comenzaron a aflorar los problemas, tales como costes inesperados e insuperables que contribuyeron a aumentar la oferta monetaria, lo que generó tensiones inflacionistas. El escollo más insoslayable fue la caída de las reservas de divisas debida a las políticas internacionales de liberalizacón así como a las tensiones internacionales; ello motivó que se introdujesen alternaciones en 1958. Finalmente se abandonó el plan, sustituyéndose por el tercer plan quinquenal iniciado en 1961.